# Cliffortia setifolia
Cliffortia setifolia är en rosväxtart som beskrevs av August Henning Weimarck. Cliffortia setifolia ingår i släktet Cliffortia och familjen rosväxter. Inga underarter finns listade i Catalogue of Life.